# Charles A. Lindbergh
Charles August "CA" Lindbergh, född 20 januari 1859 i Stockholm, död 24 maj 1924 i USA, var en amerikansk advokat, bankman, farmägare och kongressledamot. Han var son till den svenske riksdagsmannen Ola Månsson (August Lindbergh) och far till Charles Lindbergh. Han kallades allmänt för CA.

## Biografi
CA föddes utom äktenskapet i Stockholm. Fadern Ola Månsson och Lindberghs mor Lovisa Carlén beslöt att emigrera till USA när sonen var sex månader gammal. De bosatte sig i den blivande svenskbygden Minnesota där CA växte upp. Fadern bytte efternamnet till Lindbergh. Sonen Charles, flygaren, beskrev faderns barndom på följande sätt:
Så snart min far var nog gammal att bära ett gevär, hade det blivit hans uppgift att hålla familjen försedd med kött. Eftersom det var ont om ammunition, räknades hans patroner noga och varje skott måste fälla en fågel. När han bommade, försökte han träffa två fåglar med nästa skott. Far hade berättat om det i förbigående, som en del av hans dagliga liv under pojkåren /.../ Den regeln gällde bara för fåglar och små djur. De dagar han kom hem med en hjort, behövde han inte redogöra för hur många skott som hade gått åt.
CA utbildade sig till jurist och utexaminerades från University of Michigan Law School 1883 och bosatte sig i Little Falls i Minnesota. Här arbetade han som advokat och bankman. Han gifte sig 1887 med Mary LaFond. Paret fick två barn, Lillian 1888 och Christie 1892, men Mary omkommer 1892 och CA lämnas ensam med två barn. 1901 gifte han om sig med Evangeline Lodge Land (1876–1954) och året efter föddes sonen Charles.
C.A. valdes in som republikansk kongressledamot i Washington, D.C. 1906. Han protesterade mot bildandet av Federal Reserve, den amerikanska centralbanken. Han lämnade kongressen 1917 i protest mot USA:s inträde i första världskriget.